# Eglab
Le massif des Eglab, ou Yetti-Eglab, est un massif montagneux appartenant au craton de l'Ouest africain,. Il s'est formé autour de 2,1 Ga.

## Géographie
Le massif est délimité au nord par l’Anti-Atlas, à l’est par la zone mobile panafricaine et à l’ouest par la chaîne des Mauritanides. Il est presque entièrement recouvert par des formations sédimentaires d’âge protérozoïque supérieure et paléozoïque des bassins, de Tindouf au nord et de Taoudeni au centre.